# Heliacus jeffreysianus
Heliacus jeffreysianus is een slakkensoort uit de familie van de Architectonicidae. De wetenschappelijke naam van de soort is voor het eerst geldig gepubliceerd in 1867 door Tiberi.